# Corticium auberianum
Corticium auberianum är en svampart som beskrevs av Mont. 1842. Corticium auberianum ingår i släktet Corticium och familjen Corticiaceae.   Inga underarter finns listade i Catalogue of Life.